# مارتينا نافراتيلوفا
مارتينا نفراتيلوفا (بالتشيكية: Martina Navrátilová)‏ (ولدت في 18 أكتوبر عام 1956 في مدينة براغ، تشيكوسلوفاكيا) لاعبة تنس مخضرمة احتلت التصنيف الأول عالميا فترة طويلة. ويعتبرها الكثيرون أنها أعظم لاعبة تنس في كل الأوقات. نفراتيلوفا تشيكية الأصل وفي ظل الأوضاع السياسية غير المستقرة في تشيكولوفاكيا آنذاك، طلبت اللجوء السياسي لدى الولايات المتحدة الأمريكية عام 1975 وأصبحت مواطنة أمريكية في العام 1981. خلال مشوارها في ملاعب التنس حصدت نفراتيلوفا 18 لقب جراند سلام على المستوى الفردي و 41 على مستوى الزوجي. وتحمل نفراتيلوفا الرقم القياسي في عدد مرات الفوز ببطولة ويمبلدون (9 مرات).
تزوجت مارتينا من عارضة الأزياء الروسية وملكة جمال الاتحاد السوفيتي 1990 يوليا ليميتوفا في ديسمبر 2014.

## مشواراها في ملاعب التنس
في العام 1972 عندما كانت نفراتيلوفا تبلغ من العمر 16 عاما فازت ببطولة تشيكوسلوفاكيا الوطنية. ونالت نفراتيلوفا صفة الاحتراف عندما كانت تبلغ من العمر 16 عاما. وأول فوز ببطولة محترفين لها كان في العام 1974 عندما فازت ببطولة في أورلاندو بولاية فلوريدا الأمريكية.
كلاعبة تلعب باليد اليسرى وتمتلك مهارات عالية جدا في الإرسال والهجوم على الشبكة ارتقت نفراتيلوفا بلعبة التنس للسيدات إلى مستوى جديد يبلغ عليه طابع القوة والمهارات العالية على الشبكة. ومن المعروف أن نفراتيلوفا كانت تعاني من مشكلة الحفاظ على وزن مناسب للعب إلا أن إصرارها للوصول إلى قمة لاعبات التنس ساعدها في أن تمتلك لياقة بدنية عالية جدا من جلال برامج لياقة تتطلب جهدا كبيرا.
استطاعت نفراتيلوفا الوصول إلى نهائي بطولة أستراليا المفتوحة للتنس عام 1975 إلا أنها خسرت أمام اللاعبة إيفون غولاغونغ. ووصلت نفراتيلوفا إلى نهائي بطولة فرنسا المفتوحة في العام نفسه وفي النهائي لعبت أمام لاعبة مميزة أخرى هي الأمريكية كريس إيفرت وخسرت بنتيجة 6-2 2-6 1-6. وتألقت نفراتيلوفا ببطولة الولايات المتحدة الأمريكية المفتوحة وبلغت الدور نصف النهائي حيث خسرت أمام كريس إيفرت. وعقب ذلك تقدمت نفراتيلوفا بطلب للجوء السياسي للولايات المتحدة وحصلها على البطاقة الخضراء خلال شهر من تقديمها للطلب.
تمكنت نفراتيلوفا من الفوز بأول بطولة جراند سلام في العام 1978 عندما تمكنت من انتزاع لقب بطولة ويمبلدون عندما هزمت اللاعبة الأولى على العالم كريس إيفرت بنتيجة 2-6 6-4 7-5 وتمكنت بهذا الفوز من انتزاع التصنيف الأول عالميا. وفي العام 1979 تمكنت نفراتيلوفا من الحفاظ على لقب ويمبلدون بفوزها مجددا على إيفرت بنتيجة 6-4 6-4.
في العام 1981 حققت نفراتيلوفا لقبها الثالث ضمن بطولات الجراند سلام عندما هزمت كريس إيفرت لتفوز ببطولة أستراليا المفتوحة. وبلغت المباراة النهائية لبطولة الولايات المتحدة المفتوحة في العام 1981 وخسرت بعوبة بالغة أمام اللاعبة تريسي أوستن.
في عام 1982 تمكنت نفراتيلوفا من الفوز ببطولتي ويمبلدون وفرنسا المفتوحة ويعتبر الجمع بين هذين البطولتين صعبا نظرا لاختلاف أرضية اللعب.
حقبة منتصف الثمانينيات شهدت سيطرة واضحة للاعبة نفراتيلوفا فبعد خروجها من الدور الرابع لبطولة فرنسا المفتوحة عام 1983 تمكنت نفراتيلوفا من الفوز ببطولات الجراند سلام الثلاثة المتبقية في ذلك العام وكانت الخسارة التي منيت بها في بطولة فرنسا هي الخسارة الوحيدة في العام 1983 حيث حققت نتيجة نسبة فوز هي الأفضل لغاية الآن عندما فازت ب 86 مباراة مقابل خسارة مباراة واحدة فقط. خلال الأعوام 1982, 1983 و 1984 لم تخسر نفراتيلوفا إلا 6 مباريات فقط.
فوز نفراتيلوفا ببطولة فرنسا المفتوحة عام 1984 حقق لها أن تكون حاملة لقب جميع بطولات الجراند سلام مرة واحدة. وفازت نفراتيلوفا ببطولي ويمبلدون والولايات المتحدة لتعادل بذلك رقم عدد مرات الفوز المتتالي لبطولات الجراند سلام (ستة بطولات متتالية). خسارة نفراتيلوفا أمام اللاعبة التشيكية هيلينا سوكوفا في نصف نهائي بطولة أستراليا المفتوحة لعام 1984 بنتيجة 6-1 3-6 5-7 أوقف عدد انتصاراتها المتتالية عند 74 مباراة وحرمها من الفوز ببطولات الجراند سلام جميعها في نفس السنة.
تمكنت نفراتيلوفا من الفوز بالبطولات الأربعة الكبرى (الجراند سلام) فئة زوجي السيدات مع الأمريكية بام شرايفر. هذا كان جزءا من رقم عالمي حققته اللاعبتين حيث فازتا ب 109 مباراة متتالية بين العامين 1983 و 1985. كانت نفراتيلوفا المصنفة الأولى على مستوى العالم بالنسبة للزوجي لفترة استمرت لأكثر من ثلاث سنوات.
بين العامين 1985 و 1987 تمكنت نفراتيلوفا من الوصول إلى المباراة النهائية لجميع بطولات الجراند سلام التي شارطت بها (11 بطولة) ففازت في ستة منها وشمل ذلك فوزها بسادس بطولة ويمبلدون على التوالي وهو رقم قياسي قائم إلى اليوم.
ظهور اللاعبة شتيفي غراف مثل تهديدا لسيطرة نفراتيلوفا على ملاعب التنس خصوصا بعد هزيمتها أمام غراف بنهائي بطولة فرنسا المفتوحة. ومع تمكن نفراتيلوفا من هزيمة غراف بنهائي بطولة ويمبلدون وبطولة الولايات المتحدة المفتوحة للعام 1987 إلا أنها خسرت التصنيف الأول عالميا لصالح غراف في أواخر هذا العام.
ومع إعتقادالجميع أن نفراتيلوفا لن تسطيع الفوز بأي بطولة جراند سلام بسبب العمر المتقدم وسيطرة غراف المطلقة إلا أنها تمكنت من انتزاع لقبها التاسع في ويمبلدون عام 1990 عندم تغلبت على اللاعبة الأمريكية زينا غاريسون بنتيجة 6-4 6-1. وتمكنت من الوصول إلى نهائي بطولة الولايات المتحدة المفتوحة عام 1991 حيث خسرت أمام مونيكا سيليش. كما تمكنت من الوصول إلى نهائي ويمبلدون للعام 1994 عندما كان عمرها 37 عاما وفي النهائي خسرت أمام الإسبانية كونشيتا مارتينيز.
تقاعدت نفراتيلوفا رسميا من اللعب على مستوى الفردي في العام 1994. وحققت خلال مسيرتها العديد من الأرقام القياسية من بينها عدد مرات الفوز ببطولة ويمبلدون (9) وعدد بطولات الفردي (167) وعدد بطولات الزوجي (176).
عادت نفراتيلوفا للعب في بطولات الزوجي من العام 2000. وتمكنت من الفوز ببطولة أستراليا المفتوحة للزوجي المختلط عام 2003 بالاشتراك مع لايندر بايس ومكنها ذلك من أن تكون اللاعبة الثالثة في العالم التي تتمكن من الفوز بجميع فئات بطولات الجراند سلام (الفردي، الزوجي والزوجي المختلط). تمكنت نفراتيلوفا من الفوز في بطولة الزوجي المختلط لبطولة ويمبلدون وبذلك كانت أكبر لاعبة تفوز ببطولة جراند سلام (46 سنة و 8 أشهر). ونفراتيلوفا هي أكبر لاعبة سنا تفوز بمباراة على مستوى المحترفين بفردي السيدات عندما تمكنت من الفوز بالدور الأول لبطولة ويمبلدون عام 2004.
آخر بطولة في زوجي السيدات فازت بها نفراتيلوفا كانت في أغسطس من العام 2006 عندما فازت ببطولة مونتريال الكندية مع اللاعبة الروسية ناديا بتروفا.
أعلنت نفراتيلوفا خلال مشاركتها في بطولة ويمبلدون للعام 2006 بأن موسم 2006 سيكون آخر موسم لهل في الزوجي على مستوى المحترفين.
تمكنت نفراتيلوفا من الفوز في آخر مباراة لها كمحترفة عندما تمكنت من إحراز لقب الزوجي المختلط لبطولة الولايات المتحدة مع مايك براين.

## بطولات الجراند سلام

### 18 فوزا في الفردي
| سنة  | البطولة              | الخصم في النهائي | نتيجة المجموعات |
| 1978 | ويمبلدون             | كريس إيفرت       | 2-6, 6-4, 7-5   |
| 1979 | ويمبلدون(2)          | كريس إيفرت-لويد  | 6-4, 6-4        |
| 1981 | أستراليا             | كريس إيفرت-لويد  | 6-7, 6-4, 7-5   |
| 1982 | فرنسا                | أندريا جاغر      | 7-6, 6-1        |
| 1982 | ويمبلدون (3)         | كريس إيفرت-لويد  | 6-1, 3-6, 6-2   |
| 1983 | ويمبلدون(4)          | أندريا جاغر      | 6-0, 6-3        |
| 1983 | الولايات المتحدة     | كريس إيفرت-لويد  | 6-1, 6-3        |
| 1983 | أستراليا(2)          | كاثي جوردان      | 6-2, 7-6        |
| 1984 | فرنسا (2)            | كريس إيفرت-لويد  | 6-3, 6-1        |
| 1984 | ويمبلدون(5)          | كريس إيفرت-لويد  | 7-6, 6-2        |
| 1984 | الولايات المتحدة (2) | كريس إيفرت-لويد  | 4-6, 6-4, 6-4   |
| 1985 | ويمبلدون(6)          | كريس إيفرت-لويد  | 4-6, 6-3, 6-2   |
| 1985 | أستراليا (3)         | كريس إيفرت-لويد  | 6-2, 4-6, 6-2   |
| 1986 | ويمبلدون(7)          | هانا ماندليكوفا  | 7-6, 6-3        |
| 1986 | الولايات المتحدة (3) | هيلينا سوكوفا    | 6-3, 6-2        |
| 1987 | ويمبلدون(8)          | شتيفي غراف       | 7-5, 6-3        |
| 1987 | الولايات المتحدة (4) | شتيفي غراف       | 7-6, 6-1        |
| 1990 | ويمبلدون(9)          | زينا غاريسون     | 6-4, 6-1        |

### 14 نهائي
```
السنة     البطولة           الخصم في النهائي         نتيجة المجموعات

1975      أستراليا            إيفون جولغانج         6-3, 6-2
1975      فرنسا               كريس إيفرت           2-6, 6-2, 6-1
1981      فرنسا               تريسي أوستن           1-6, 7-6, 7-6
1982      أستراليا             كريس إيفرت-لويد      6-3, 2-6, 6-3
1985      فرنسا               كريس إيفرت-لويد      6-3, 6-7, 7-5
1985      الولايات المتحدة      هانا ماندليكوفا      7-6, 1-6, 7-6

1986
      فرنسا               كريس إيفرت-لويد      2-6, 6-3, 6-3
1987      أستراليا             هانا ماندليكوفا      7-5, 7-6
1987      فرنسا               شتيفي غراف           6-4, 4-6, 8-6
1988      ويمبلدون             شتيفي غراف           5-7, 6-2, 6-1
1989      ويمبلدون             شتيفي غراف           6-2, 6-7, 6-1
1989      الولايات المتحدة      شتيفي غراف           3-6, 7-5, 6-1
1991      الولايات المتحدة      مونيكا سيليس         7-6, 6-1
1994      ويمبلدون             كونشيتا مارتينيز     6-4, 3-6, 6-3
```

| Tournament                | 1973 | 1974 | 1975 | 1976 | 1977 | 1978 | 1979 | 1980 | 1981 | 1982 | 1983 | 1984 | 1985 | 1986 | 1987 | 1988 | 1989 | 1990 | 1991 | 1992 | 1993 | 1994 | 1995 | 2003 | 2004 | Career |
| ------------------------- | ---- | ---- | ---- | ---- | ---- | ---- | ---- | ---- | ---- | ---- | ---- | ---- | ---- | ---- | ---- | ---- | ---- | ---- | ---- | ---- | ---- | ---- | ---- | ---- | ---- | ------ |
| أستراليا المفتوحة         | -    | -    | ن    | -    | -    | -    | -    | ن ن  | ف    | ن    | ف    | ن ن  | ف    | -    | ن    | ن ن  | ر ن  | -    | -    | -    | -    | -    | -    | -    | -    | 3      |
| فرنسا المفتوحة            | ر ن  | ر ن  | ن    | -    | -    | -    | -    | -    | ر ن  | ف    | د 4  | ف    | ن    | ن    | ن    | د 4  | -    | -    | -    | -    | -    | د 1  | -    | -    | د 1  | 2      |
| ويمبلدون                  | د 3  | د 1  | ر ن  | ن ن  | ر ن  | ف    | ف    | ن ن  | ن ن  | ف    | ف    | ف    | ف    | ف    | ف    | ن    | ن    | ف    | ر ن  | ن ن  | ن ن  | ن    | -    | -    | د 2  | 9      |
| الولايات المتحدة المفتوحة | د 1  | د 3  | ن ن  | د 1  | ن ن  | ن ن  | ن ن  | د 4  | ن    | ر ن  | ف    | ف    | ن    | ف    | ف    | ر ن  | ن    | د 4  | ن    | د 2  | د 4  | -    | -    | -    | -    | 4      |
| سجل فوز-خسارة             | 5-3  | 5-3  | 16-4 | 5-2  | 9-2  | 11-1 | 11-1 | 11-3 | 19-3 | 20-2 | 23-1 | 25-1 | 25-2 | 20-1 | 25-2 | 18-4 | 16-3 | 10-1 | 10-2 | 6-2  | 8-2  | 6-2  | -    | -    | 1-2  | 305-49 |

د 1: الدور الأول, د 2: الدور الثاني, د 3: الدور الثالث, د 4: الدور الرابع, ر ن: ربع النهائي, ن ن: نصف النهائي, ن: نهائي, ف: فوز

## بطولات الزوجي في الجراند سلام

### 31 لقب
```
السنة   البطولة               شريكة الزوجي

1975    فرنسا                 كريس إيفرت
1976    ويمبلدون               كريس إيفرت
1977    الولايات المتحدة        بيتي ستوف
1978    الولايات المتحدة        بيلي جان كينغ
1979    ويمبلدون               بيلي جان كينغ
1980    الولايات المتحدة        بيلي جان كينغ
1980    أستراليا               بتسي ناجلسون
1981    ويمبلدون               بام شرايفر
1982    فرنسا                 بام شرايفر
1982    ويمبلدون               بام شرايفر
1982    أستراليا               بام شرايفر
1983    ويمبلدون               بام شرايفر
1983    الولايات المتحدة        بام شرايفر
1983    أستراليا               بام شرايفر
1984    فرنسا                 بام شرايفر
1984    ويمبلدون               بام شرايفر
1984    الولايات المتحدة        بام شرايفر
1984    أستراليا               بام شرايفر
1985    فرنسا                 بام شرايفر
1985    أستراليا               بام شرايفر

1986
    فرنسا                 أندريا تميسرافي

1986
    ويمبلدون               بام شرايفر

1986
    الولايات المتحدة        بام شرايفر
1987    الولايات المتحدة        بام شرايفر
1987    فرنسا                 بام شرايفر
1987    الولايات المتحدة        بام شرايفر
1988    أستراليا               بام شرايفر
1988    فرنسا                 بام شرايفر
1989    أستراليا               بام شرايفر
1989    الولايات المتحدة        هانا ماندليكوفا
1990    الولايات المتحدة        جيجي فيرنانديز
```

### ألقاب الزوجي المختلط في الجراند سلام (10)
| السنة | البطولة          | شريك الزوجي    |
| ----- | ---------------- | -------------- |
| 1974  | فرنسا            | إيفان مولينا   |
| 1985  | فرنسا            | هينز جانهارت   |
| 1985  | ويمبلدون         | بول ماكنامي    |
| 1985  | الولايات المتحدة | هينز جانهارت   |
| 1987  | الولايات المتحدة | إيميليو سانشيز |
| 1993  | ويمبلدون         | مارك وودفورد   |
| 1995  | ويمبلدون         | جوناثان ستارك  |
| 2003  | أستراليا         | لايندر بايس    |
| 2003  | ويمبلدون         | لايندر بايس    |
| 2006  | الولايات المتحدة | مايك براين     |

## ألقاب الفردي (167)
- 1974
  - أورلاندو
- 1975
  - واشنطن, بوسطن, دنفر, شارلوت
- 1976
  - هيوستن, سيدني
- 1977
  - واشنطن, هيوستن, مينيسوتا, ديترويت, إدنبره, شارلوت
- 1978
  - ويمبلدون, فرجينيا سليمز, واشنطن, هيوستن, لوس أنجلوس, شيكاغو, سياتل, ديترويت, كانساس, إيستبورن, فونيكس
- 1979
  - ويمبلدون, أفون, أوكلاند, هيوستن, دالاس, شيكاغو, ريتشموند, أتلانتا, فونيكس, برايتون
- 1980
  - سلسلة كولجيت, كانساس, شيكاغو, لوس أنجلوس, أوكلاند, دالاس, أميلي أيلاند, أورلاندو, مونتريال, ريتشموند, طوكيو
- 1981
  - أستراليا المفتوحة, أفون, لوس أنجلوس, سينسيناتي, دالاس, شيكاغو, أورلاندو, الولايات المتحدة للصالات, تامبا, طوكيو
- 1982
  - فرنسا المفتوحة, ويمبلدون, تويوتا, إيستبورن, كندا المفتوحة, فيلدرشتات, واشنطن, سياتل, شيكاغو, كانساس, دالاس, سيدني, هيلتون هيد, أورلاندو, برايتون
- 1983
  - أستراليا المفتوحة, ويمبلدون, الولايات المتحدة المفتوحة, فيرجينيا سليمز, إيستبورن, كندا المفتوحة, تامبا, فيلدرشتات, طوكيو, هيلتون هيد, واشنطن, هيوستن, شيكاغو, دالاس, أورلاندو, لوس أنجلوس
- 1984
  - فرنسا المفتوحة, ويمبلدون, الولايات المتحدة المفتوحة, فيرجينيا سليمز, أميلي أيلاند, إيستبورن, الولايات المتحدة للصالات, سيدني, أورلاندو, نيوبورت, ماهوه, فورت لودردال, نيو أورلينز
- 1985
  - أستراليا, ويمبلدون, فيرجينيا سليمز, ميامي, إيستبورن, سيدني, واشنطن, هيوستن, دالاس, أورلاندو, فورت لودردال, بريسبان
- 1986
  - ويمبلدون, الولايات المتحدة المفتوحة, فيرجينيا سليمز (مارس), فيرجينيا سليمز (مايو), إيستبورن, واشنطن, فيلدرشتات, الولايات المتحدة للصالات, شيكاغو, دالاس, لوس أنجلوس, نيو أورلينز, نيو إنجلاند (يناير), نيو إنجلاند (نوفمبر)
- 1987
  - ويمبلدون, الولايات المتحدة المفتوحة, فيلدرشتات, شيكاغو
- 1988
  - دالاس, أوكلاند, واشنطن, نيو إنجلاند, شيكاغو, هيلتون هيد, أميلي أيلاند, إيستبورن, فيلدرشتات
- 1989
  - لوس أنجلوس, دالاس, نيو إنجلاند, سيدني, طوكيو, بيرمنجهام, إيستبورن, كندا المفتوحة
- 1990
  - ويمبلدون, شيكاغو, واشنطن, انديان ولز, هيلتون هيد, إيستبورن
- 1991
  - شيكاغو, بالم سبرينجز, بيرمنجهام, إيستبورن, أوكلاند
- 1992
  - شيكاغو, الولايات المتحدة للملاعب الصلبة, لوس أنجلوس, فيلدرشتات
- 1993
  - طوكيو, باريس للصالات, إيستبورن, لوس أنجلوس, أوكلاند
- 1994
  - باريس

## انظرأيضا
- قائمة الفائزات بفردي سيدات ويمبلدون

## روابط خارجية
- مارتينا نافراتيلوفا على موقع رابطة محترفات التنس (الإنجليزية)
- مارتينا نافراتيلوفا على موقع الاتحاد الدولي لكرة المضرب (الإنجليزية)
- مارتينا نافراتيلوفا على موقع كأس بيلي جين كينغ (الإنجليزية)
- مارتينا نافراتيلوفا على موقع قاعة مشاهير كرة المضرب الدولية (الإنجليزية)
- مارتينا نافراتيلوفا على موقع بطولة ويمبلدون (الإنجليزية)
- مارتينا نافراتيلوفا على موقع خلاصة التنس.كوم (الإنجليزية)
- مارتينا نافراتيلوفا على موقع إي إس بي إن.كوم (الإنجليزية)
- مارتينا نافراتيلوفا على موقع اللجنة الأولمبية الدولية (الإنجليزية)
- مارتينا نافراتيلوفا على موقع أوليمبيديا (الإنجليزية)
- مارتينا نافراتيلوفا على موقع اللجنة الأولمبية والبارالمبية الأمريكية (الإنجليزية)

- مارتينا نافراتيلوفا على موقع IMDb (الإنجليزية)
- مارتينا نافراتيلوفا على موقع الموسوعة البريطانية (الإنجليزية)
- مارتينا نافراتيلوفا على موقع قاعدة بيانات الأفلام العربية
- مارتينا نافراتيلوفا على موقع إن إن دي بي (الإنجليزية)
- مارتينا نافراتيلوفا على موقع ديسكوغز (الإنجليزية)
- مارتينا نافراتيلوفا على موقع قاعدة بيانات الفيلم (الإنجليزية)